# Phish
Phish é uma banda de rock de Burlington, Vermont, Estados Unidos. O grupo tem fama devido a sua improvisação musical (que lhe rendeu a caracterização como uma jam band), extensos jams, exploração de vários gêneros musicais e uma dedicada base de fãs.

## Discografia
- Junta (1989)
- Lawn Boy (1990)
- A Picture of Nectar (1992)
- Rift (1993)
- Hoist (1994)
- Billy Breathes (1996)
- The Story of the Ghost (1998)
- Farmhouse (2000)
- Round Room (2002)
- Undermind (2004)
- Joy (2009)
- Fuego (2014)
- Sigma Oasis (2020)